# Adriana-Loreta Stănescu
Adriana-Loreta Stănescu (* 1968 in Bukarest) ist eine rumänische Diplomatin. Seit 2021 ist sie Botschafterin Rumäniens in der Bundesrepublik Deutschland.

## Leben
Stănescu besuchte das Gymnasium Mihai Viteazul und studierte anschließend an der Polytechnischen Universität Bukarest. Es folgte ein Postgraduiertenstudium an der Nationalen Schule für politische Studien und öffentliche Verwaltung (NSPSPA) sowie an der Fakultät für internationale Beziehungen. Von 1995 bis 1996 war sie Expertin für internationale Beziehungen im Sekretariat des Generalstabschefs und ab 1997 Beigeordneter Attaché für politische Planung im rumänischen Außenministerium. Von 1998 bis 2002 arbeitete sie für die ständige Vertretung Rumäniens bei den internationalen Organisationen in Wien. Von 1997 bis 2002 war sie Attaché im Kabinett des Außenministers und zweite Sekretärin in der NATO-Abteilung des Außenministeriums. Von 2003 bis 2009 war sie in der  Botschaft von Rumänien in Wien tätig. Von 2011 bis 2015 war Stănescu Ministerialrätin in der Botschaft von Rumänien in Berlin. Seit 2016 war sie dann Generaldirektorin im Außenministerium. Seit dem 17. September 2021 ist sie Botschafterin Rumäniens in der Bundesrepublik Deutschland.